# Jodelet ou le Maître valet
Jodelet ou le Maître valet est une comédie en cinq actes de Paul Scarron qui a été représentée la première fois à Paris sur le théâtre de l'Hôtel de Bourgogne en 1643. Il l'écrivit en trois semaines pour le grand comique de l'époque Jodelet.

## Argument
Don Juan d'Alvarade arrive à Madrid avec Jodelet, son valet. Il vient en cette ville pour épouser Isabelle, fille de don Fernand de Rochas. Don Juan ne la connaît cependant que d'après un portrait qu'il en a vu, et en échange duquel il lui a envoyé le sien, au moins à ce qu'il croit.
Car Jodelet avoue à son maître que, troublé par trop de précipitation dans le départ de don Juan, qui se hâtait de poursuivre un inconnu qui lui a tué un frère et enlevé une sœur, il a eu l'étourderie, en faisant le paquet qui devait contenir le portrait de don Juan, d'y fourrer le sien que venait de lui faire le même peintre. Malgré ce quiproquo singulier, don Juan s'approche de la maison d'Isabelle, et il en voit descendre, par un balcon, un homme qui s'enfuit, ce qui lui donne de violents soupçons contre sa prétendue.
Pour gagner du temps et prendre connaissance des choses, don Juan imagine de profiter de l'inadvertance de Jodelet dans l'envoi de son portrait. Il fait donc passer son valet pour lui-même, et il se donne, de son côté, pour le valet. Il découvre que l'homme du balcon est don Louis, neveu de don Fernand et amoureux d'Isabelle, et que c'est aussi le même homme qui lui a tué un frère et enlevé Lucrèce, sa sœur, qu'il a abandonnée depuis pour Isabelle.
Le faux Jodelet se fait connaître pour le vrai don Juan. Devenu provisoirement maître, il se réjouit à l'avance des mets succulents et abondants qu'il pourra enfin engloutir :
Potages mitonnez, savoureux entremets,
Bisques, pastez, ragous, enfin dans mes entrailles
Vous serez digérez...
Mais il apprend que c’est dans l'obscurité que don Louis, sans dessein et en se défendant, a tué un homme qui était son meilleur ami, et qu'il regrette autant que don Juan. Quant à Lucrèce, la femme qu'il a enlevée, elle vient, sur ces entrefaites, demander un asile à don Fernand, chez lequel elle retrouve son infidèle don Louis, qui se raccommode avec elle et l'épouse.
Don Juan s'unit à Isabelle et pardonne à don Louis et à Lucrèce. Jodelet, qui a fait beaucoup de folies pendant qu'on l’a cru don Juan, et qui est devenu amoureux de Béatrix, suivante d'Isabelle, l'obtient pour prix des services qu'il a rendus à son maître.

## Commentaires
Cette comédie eut un succès qui surpassa infiniment celui de toutes les autres du même temps. Scarron en emprunta le sujet à une pièce espagnole de Fernando de Rojas intitulée Don Juan Alvaredo.
Il recommença l'année suivante, à destination du même comédien, avec la comédie en cinq actes Jodelet souffleté ou les Trois Dorothées, comédie réimprimée et remaniée en 1652 sous le titre Jodelet duelliste, imbroglio qui était alors fort à la mode, et qui est aujourd'hui totalement oubliée.